# گیلبرت وارنتن
گیلبرت وارنتن (انگلیسی: Gilbert Warrenton؛ ۷ مارس ۱۸۹۴ – ۲۱ اوت ۱۹۸۰) فیلم‌بردار اهل ایالات متحده آمریکا بود. 
از فیلم‌هایی که وی در آن‌ها نقش داشته است، می‌توان به کالیفرنیا درست روبه‌رو اشاره نمود.